# John Williamson (Sänger)

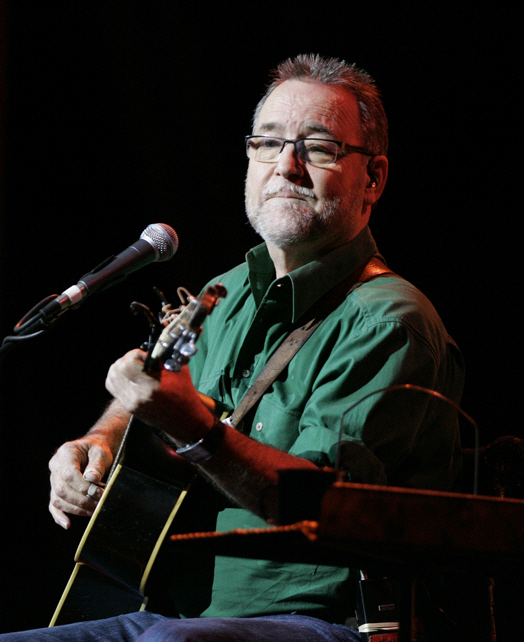
John Williamson (2012)

John Robert Williamson AM (* 1. November 1945 in Kerang, Victoria) ist ein australischer Country-Sänger und -Songwriter. Mit mehr als 50 veröffentlichten Alben und über fünf Millionen verkauften Alben ist er einer der erfolgreichsten Musiker in seinem Land.

## Karriere
Williamson wuchs im Mallee im Nordwesten von Victoria auf. Auf der Farm bei Quambatook war er Teil einer musikalischen Familie. Die Erwachsenen sangen oder spielten Instrumente in der Dorfgemeinschaft und er zeigte früh sein Talent. Klavierstunden brach er allerdings ab, weil ihm das Instrument zu unhandlich war. 1960 ging er als Internatsschüler ans Scotch College in Melbourne. Die aufkommende Folkrock-Bewegung um Joan Baez und Pete Seeger prägte ihn in dieser Zeit und in der Großstadt hatte er direkten Zugang dazu. Er gründete auch mit Mitschülern eine eigene Band.
Seine Familie zog 1965 nach Croppa Creek bei Moree im Nordosten von New South Wales. Williamson schloss sich ihr nach der Schule an und arbeitete auf der eigenen Farm. Gleichzeitig machte er aber auch weiter mit der Musik und trat mit Folk- und Countrysongs in Pubs auf. Es dauerte fünf Jahre, bis er mit dem selbst geschriebenen Song Old Man Emu an einer Fernsehtalentshow teilnahm und gewann. Das Lied wurde als Single veröffentlicht und war so erfolgreich, dass er eine Musikkarriere begann. Er trat in ganz Australien auf und veröffentlichte regelmäßig Alben, hatte aber Schwierigkeiten, an den Erfolg anzuknüpfen.
1982 schrieb er den Song True Blue, in dem es um den „wahren Australier“ mit seinen Charakterzügen geht, und veröffentlichte es auf seinem ersten Best-of-Album als Titelsong. Große Aufmerksamkeit bekam das Lied aber erst vier Jahre später, als es als Werbung für die Festival-Serie Australian Made eingesetzt wurde. Danach wurde es als patriotischer Song auch von nationalen Sportverbänden verwendet und bei vielen Veranstaltungen eingesetzt. Nachdem Williamson es bei der Trauerfeier für den „Crocodile Hunter“ Steve Irwin gesungen hatte, wurde das Lied auch oft bei Begräbnissen vorgetragen.
True Blue wurde 1986 noch einmal auf dem Album Mallee Boy veröffentlicht und brachte Williamson den Durchbruch als Albumkünstler. Für das Album bekam er seinen ersten von drei ARIA Awards für das beste Countryalbum des Jahres. Drei Jahre später kam mit Warragul sein erfolgreichstes Studioalbum heraus. Es war sein einziges Nummer-eins-Album und wurde mit Doppelplatin ausgezeichnet. Seit dieser Zeit ist er regelmäßig in den australischen Charts vertreten. 1995 erschien – erneut unter dem Titel True Blue – ein weiteres Best-of-Album, das es im Lauf der Zeit sogar auf drei Platinauszeichnungen brachte. Von 1995 bis zu seinem 40-jährigen Jubiläum 2010 wurden alle seine Hauptveröffentlichungen mindestens mit Gold ausgezeichnet, fünf Alben davon konnte er in den Top 10 der Charts platzieren.
2006 trennte er sich nach 37 Jahren Ehe von seiner Frau. Zwei Jahre später inszenierte er ein Musical über seine Jugend in Quambatook. Ein Jahr später trat er mit seiner Musik zusammen mit dem Sydney Symphony Orchestra auf. Im selben Jahr wurde auch Krebs bei ihm diagnostiziert, den er erfolgreich bekämpfen konnte. 2013 heiratete er ein zweites Mal.

## Auszeichnungen
Bereits 1992 bekam Williamson eine hohe nationale Auszeichnung: Er wurde zum Mitglied des Order of Australia ernannt. Die Country Music Association of Australia verlieh ihm 1997 die Roll of Renown und 2010 wurde er mit der Aufnahme in die ARIA Hall of Fame geehrt. Dreimal gewann er die Auszeichnung für das Countryalbum des Jahres der ARIA, von der CMAA bekam er insgesamt 26 Auszeichnungen in verschiedenen Kategorien. 2001 erhielt er die Centenary Medal.

## Diskografie

### Alben
- John Williamson (1970)
- Travlin’ Out West in Concert (Livealbum, 1973)
- Old Man Emu (EP, 1973)
- From Travlin’ Out West (Livealbum, 1974)
- Comic Strip Cowboy (1976)
- Road to Town (1978)
- Radio Special (Kompilation, 1978)
- Country Greats (Kompilation, 1978)
- Fair Dinkum J. W. (1982)
- True Blue – The Best of John Williamson (Best-of-Album, 1982, AU: Platin)
- Singing in the Suburbs (Livealbum, 1983)
- The Smell of Gum Leaves (Livealbum, 1984)
- Road Thru the Heart (1985)
- Humble Beginnings (Kompilation, Doppelalbum, 1985)
- Mallee Boy (1986, Countryalbum des Jahres[3])
- All the Best! (Best-of-Album, 1986)

| Jahr | Titel                                        | Höchstplatzierung, Gesamtwochen, AuszeichnungChartsChartplatzierungen (Jahr, Titel, Platzierungen, Wochen, Auszeichnungen, Anmerkungen) | Anmerkungen             |
| Jahr | Titel                                        | AU | Anmerkungen             |
| ---- | -------------------------------------------- | --- | ----------------------- |
| 1988 | The Boomerang Café                           | AU22 (10 Wo.)AU | Countryalbum des Jahres |
| 1989 | Warragul                                     | AU1 ×2Doppelplatin · (22 Wo.)AU | Countryalbum des Jahres |
| 1990 | JW’s Family Album                            | AU21 Platin · (9 Wo.)AU |                         |
| 1991 | Waratah St.                                  | AU14 (11 Wo.)AU |                         |
| 1992 | Australia Calling – All the Best Volume 2    | AU32 (9 Wo.)AU | Best-of-Album           |
| 1994 | Mulga to Mangoes                             | AU14 (7 Wo.)AU |                         |
| 1995 | True Blue – The Very Best of John Williamson | AU21 ×3Dreifachplatin · (10 Wo.)AU | Best-of-Album           |
| 1997 | Pipe Dream                                   | AU6 Platin · (13 Wo.)AU |                         |
| 1999 | The Way It Is                                | AU10 Platin · (13 Wo.)AU |                         |
| 2000 | Anthems – A Celebration of Australia         | AU16 Gold · (7 Wo.)AU | Kompilation             |
| 2002 | Gunyah                                       | AU20 Gold · (10 Wo.)AU |                         |
| 2003 | True Blue Two                                | AU8 Gold · (6 Wo.)AU | Best-of-Album           |
| 2005 | Chandelier of Stars                          | AU11 Gold · (9 Wo.)AU |                         |
| 2006 | The Platinum Collection                      | AU25 Platin · (9 Wo.)AU | Kompilation             |
| 2008 | Hillbilly Road                               | AU6 Gold · (7 Wo.)AU |                         |
| 2010 | Absolute Greatest: 40 Years True Blue        | AU3 Gold · (7 Wo.)AU | Best-of-Album           |
| 2012 | The Big Red                                  | AU15 (5 Wo.)AU |                         |
| 2013 | A Hell of a Career!                          | AU24 (6 Wo.)AU | Doppel-CD-Kompilation   |
| 2014 | Honest People                                | AU11 (7 Wo.)AU |                         |
| 2016 | Looking for a Story                          | AU32 (1 Wo.)AU | EP                      |
| 2016 | His Favourite Collection                     | AU9 (9 Wo.)AU | Kompilation             |
| 2018 | Butcherbird                                  | AU13 (3 Wo.)AU |                         |
| 2020 | JW 50 – Winding Back 1970–2020               | AU50 (1 Wo.)AU | Kompilation             |

Weitere Alben
- Love Is a Good Woman (Kompilation, 1993)
- Family Album No. 2 (1996)
- Country Classics (3-fach-CD, 1997)
- John Williamson for Aussie Kids (live, 1998)
- The Spirit of Australia (1998)
- Boogie with M’Baby (live, 1998)
- Mates on the Road (mit Pixie Jenkins & Warren H. Williams, live, 2004)
- Country Classics 2 (Doppel-CD, 2006)
- Wildlife Warriors (2006)
- Quambatook (Musical-Soundtrack, 2008)
- John Williams in Symphony (Live-DVD, mit der Sydney Symphony, 2011 Platin)
- Diggers of the Anzac (EP, 2015)

### Singles
| Jahr | Titel Album        | Höchstplatzierung, Gesamtwochen, AuszeichnungChartsChartplatzierungen (Jahr, Titel, Album, Platzierungen, Wochen, Auszeichnungen, Anmerkungen) | Anmerkungen |
| Jahr | Titel Album        | AU | Anmerkungen |
| ---- | ------------------ | --- | ----------- |
| 1989 | Rip Rip Woodchip   | AU39 (6 Wo.)AU |             |
| 1989 | Boogie with M’Baby | AU42 (3 Wo.)AU |             |

Weitere bekannte Songs
- Old Man Emu (1970)
- The Breaker (mit Bud Tingwell, 1981)
- True Blue (1982)
- The Vasectomy Song (1983)
- I’m Fair Dinkum (1984)
- Queen in the Sport of Kings (1985)
- You and My Guitar (1986)
- Drover’s Boy (1990)
- Sir Don (1996)
- Number on My Back / The Baggy Green (mit Steve Waugh, 1999)
- Campfire on the Road (2000)
- Three Sons (2000)
- Raining on the Plains (mit Sara Storer, 2004)
- Bells in a Bushman’s Ear (2006)
- Australia Is Another Word for Free (mit Warren H. Williams & Amos Morris, 2009)
- Pozie (mit Sara Storer, 2014)